# Kay Ivey
Kay Ellen Ivey (født 15. oktober 1944 i Camden, Alabama) er en amerikansk politiker, som er den 54. og nuværende guvernør i den amerikanske delstat Alabama. Hun tilhører det Republikanske Parti.
Hun var viceguvernør i Alabama fra 2011 til 2017 under guvernør Robert J. Bentley. Hun blev guvernør den 10. april 2017, efter guvernør Bentley trådte tilbage.

## Eksterne links
- Wikimedia Commons har flere filer relateret til Kay Ivey
- Alabamas guvernørs officielle hjemmeside